# 단풍마

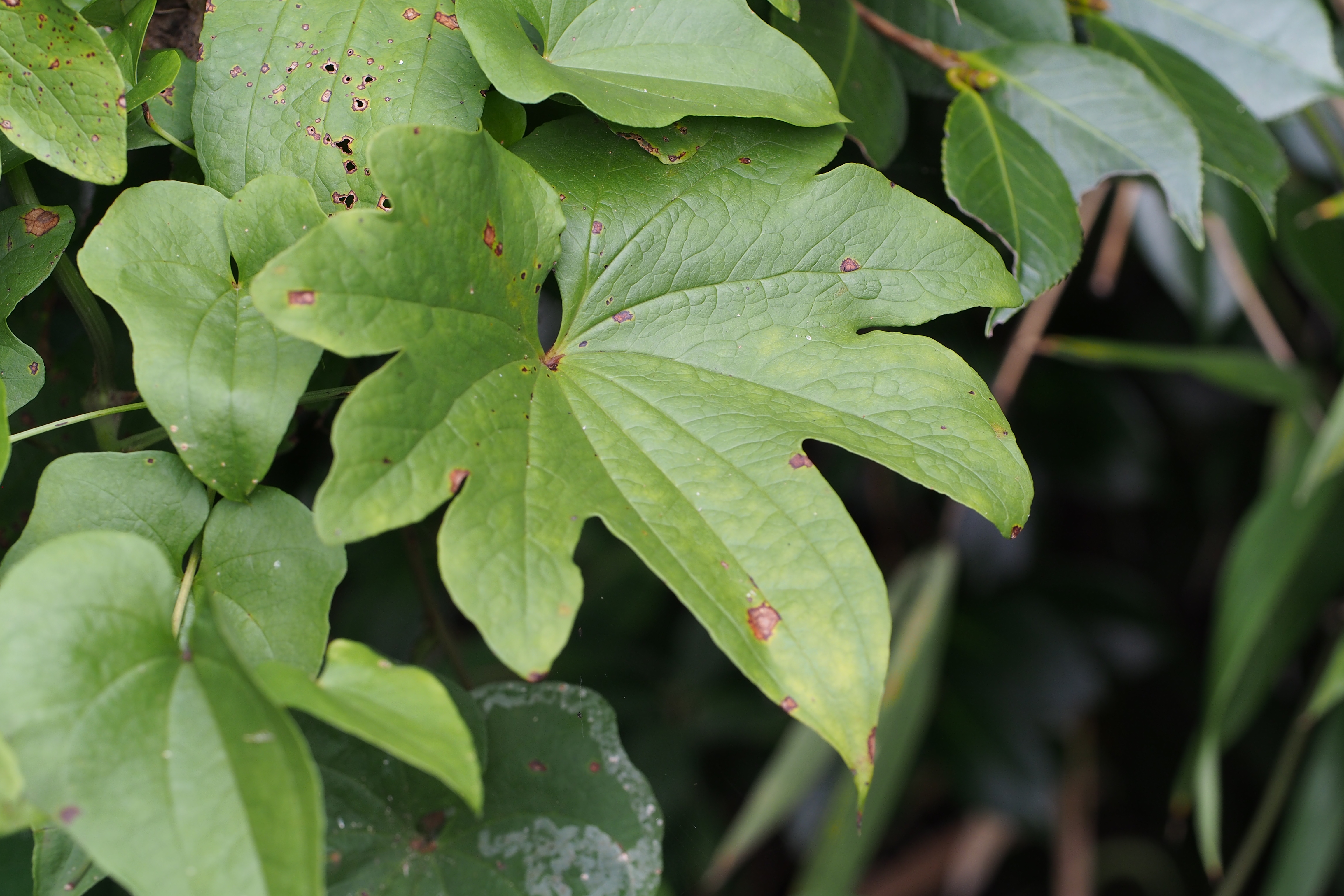

단풍마(丹楓－)는 마과의 여러해살이풀로 학명은 Dioscorea quinqueloba이다. 덩굴성 초본 식물이며 국화마라고도 한다.

## 분포
한국·중국·일본 등지에 분포한다.

## 특징
줄기에서 많은 가지가 갈라지며, 물체에 감기면서 길게 뻗는다. 잎은 어긋나며 길이가 6-12cm로 손바닥 모양으로 5-7개로 갈라지나, 가운데 조각만은 끝이 가늘고 뾰족하다. 잎자루는 길며 밑부분에 1쌍의 가시가 있다. 꽃은 이삭꽃차례로 6-7월에 엷은 황록색으로 피는데 암수딴그루이고, 꽃이삭은 5-15cm로 잔꽃이 많이 달린다. 수꽃이 작은가지가 많이 갈라지는데 암꽃이삭은 단일하여 아래로 늘어지며, 6개의 꽃받침조각은 수평으로 퍼진다.

## 이용
열매는 삭과로 원형이며, 3개의 날개가 있고 끝이 오목 들어가며 씨에도 원형의 날개가 있다. 뿌리는 약용한다.